# Ratpenat frugívor de cap de martell
El ratpenat frugívor de cap de martell (Hypsignathus monstrosus) és un ratpenat megaquiròpter de la família Pteropodidae. És l'única espècie del seu gènere i el major ratpenat d'Àfrica.